# Kleomedes z Astypalai
Kleomedes z Astypalai (Κλεομήδης Ἀστυπαλαιεύς; V wiek p.n.e.) – starożytny grecki atleta i pięściarz.
Pochodził z wyspy Astypalaia. W trakcie igrzysk olimpijskich w 492 p.n.e. starł się na pięści z Ikkonem z Epidauros, podczas walki zabijając swojego przeciwnika. Został z tego powodu zdyskwalifikowany przez hellanodików i ukarany grzywną w wysokości czterech talentów. Wykluczony z igrzysk i pozbawiony zwycięstwa popadł w obłęd. Po powrocie do domu rozbił słup podtrzymujący dach budynku szkolnego, który zawalił się i pogrzebał sześćdziesięcioro przebywających w nim dzieci.
Według Pauzaniasza (Wędrówka po Helladzie VI 9,6-7) oburzeni zbrodnią Kleomedesa rodacy chcieli go ukamienować, ten jednak schronił się w świątyni Ateny, zamykając się we wnętrzu stojącej tam skrzyni, tak iż nikt nie mógł jej otworzyć. Gdy wreszcie rozbito deski okazało się, że w środku nikogo nie ma. Obywatele Astypalai wysłali wówczas poselstwo do wyroczni w Delfach z zapytaniem o los atlety, otrzymując od Pytii następującą odpowiedź:

Astypalai ostatni to heros ten Kleomedes
Czcijcie go ofiarami, śmiertelny nie będzie już nigdy

Odtąd w Astypalai oddawano Kleomedesowi cześć jako herosowi.